# Élections législatives de 2020 en Idaho
Les élections législatives de 2020 en Idaho ont lieu le 3 novembre 2020 afin d'élire les 70 membres de la Chambre des représentants de l'État américain d'Idaho.

## Système électoral
La Chambre des représentants de l'Idaho est la chambre basse de son parlement bicaméral. Elle est composée de 70 sièges pourvus pour deux ans au scrutin binominal majoritaire à un tour dans 35 circonscriptions de deux sièges chacune. Les électeurs de chaque circonscription disposent de deux voix qu'ils répartissent aux candidats de leur choix, à raison d'une voix par candidat. Après décompte des suffrages, les deux candidats ayant reçu le plus de voix sont élus.

## Résultats
| Partis                   | Partis                | Voix | %   | +/- | Sièges | +/-           |
| ------------------------ | --------------------- | ---- | --- | --- | ------ | ------------- |
|                          | Parti républicain (R) |      |     |     | 58     | 2             |
|                          | Parti démocrate (D)   |      |     |     | 12     | 2             |
|                          | Autres partis         |      |     |     | 0      | en stagnation |
|                          | Indépendants          |      |     |     | 0      | en stagnation |
|                          |                       |      |     |     |        |               |
| Votes valides            |                       |      |     |     |        |               |
| Votes blancs et nuls     |                       |      |     |     |        |               |
| Total                    | Total                 |      | 100 | -   | 70     | en stagnation |
| Abstentions              |                       |      |     |     |        |               |
| Inscrits / participation |                       |      |     |     |        |               |